# Ludger Weß
Ludger Weß (* 1954 in Dorsten) ist ein deutscher Wissenschaftsjournalist und Romanautor.

## Leben
Weß studierte Chemie und Biologie an der Universität Münster und war danach vier Jahre lang als Forscher im Bereich molekulare Entwicklungsbiologie an der Universität Bremen tätig. In den 1980er Jahren begann er, über Wissenschaft zu schreiben, vorwiegend über die Gen- und Biotechnologie.
Weß ist Mitinhaber der PR-Agentur akampion.

## Buchveröffentlichungen
- Die Träume der Genetik. Gentechnische Utopien von sozialem Fortschritt. Greno, Nördlingen 1989; 2. Auflage. Mabuse, Frankfurt am Main 1998.
- (Hrsg.) Schöpfung nach Mass. Perfekt oder pervers? Wissenschaft an der Grenze von Leben und Tod – Medizin zwischen Manipulation und Therapie – Gentechnik zwischen Markt und Moral. Publik-Forum, Oberursel 1995.
- Oligo. Thriller. Tredition, Hamburg 2012; Piper, München 2017.
- Vironymous. Thriller. Piper, München 2017
- Winzig, zäh und zahlreich. Ein Bakterienatlas. Matthes & Seitz, Berlin 2020